# Krissy Lynn
Pour les articles homonymes, voir Lynn.
Krissy Lynn (née le 14 décembre 1984) à Salt Lake City, est une actrice pornographique américaine.

## Carrière
Krissy a fait ses débuts dans l'industrie pour adultes en 2007, à 23 ans, avec un film intitulé I Love Big Toys 19. Depuis, elle a participé à plus de 50 films.
Tout au long de sa carrière adulte, Krissy Lynn a travaillé avec une variété de studios de production de films pour adultes, y compris Brazzers, Hustler, Naughty America, Digital Sin, Jules Jordan Video et Evil Angel. Krissy a également travaillé avec une variété d'étoiles adultes, notamment Shyla Stylez, Kelly Divine et Tori Black.
Krissy a tourné dans de nombreux scénarios de films porno, de la pornographie lesbienne à hétérosexuelle, tantôt dominatrice tantôt dominée, elle a aussi tourné des films en tant que MILF ou "Stepmom".

## Filmographie sélective
- 2009 : Chain Gang 2
- 2010 : Slick Ass Girls 1
- 2010 : Big Wet Asses 18
- 2011 : Ass Worship 13
- 2012 : Road Queen 22
- 2013 : Road Queen 26
- 2014 : Hot Cherry Pies 8
- 2015 : Women Seeking Women 119
- 2016 : Desperate For Pussy 1
- 2017 : Mom Knows Best 4
- 2018 : Women Seeking Women 161

## Récompenses et nominations
- AVN Award 2011 de la meilleure scène de sexe à trois (fille-fille-garçon) pour The Condemned[2]

## Curiosités
Pour promouvoir le jeu Fairytale Fights avec Krissy Lynn, Andy San Dimas et Ron Jeremy Krissy apparaît dans la vidéo déguisée en Petit Chaperon Rouge et Andy San Dimas, habillée comme Blanche-Neige.